# Arroyo Sarandí (Arroyo Don Esteban)
Der Arroyo Sarandí ist ein Fluss in Uruguay.
Er entspringt auf dem Gebiet des Departamento Río Negro in der Cuchilla del Ombú. Von seiner Quelle in westliche Richtung verlaufend, mündet er als linksseitiger Nebenfluss nördlich des Cerro de Segovia in den Arroyo Don Esteban Grande.